# سمولنیک (بلغارستان)
سمولنیک (به بلغاری: Smolnik) یک منطقهٔ مسکونی در بلغارستان است که در استان بورگاس واقع شده‌است.